# Гипарис, Павлос
Павлос Гипарис (греч. Παύλος Γύπαρης; 1882, Аси-Гонья, Ханья, Крит, Королевство Греция — 22 июля 1966, Афины) — известный греческий военачальник, участник, борьбы за Македонию, Первой Балканской войны, Первой и Второй мировых войн и Гражданской войны Греции 1946—1949 годов. 

## Биография
Павлос Гипарис — уроженец острова Крит, принадлежавшего тогда Османской империи. В 1904 году Гипарис включился в Борьбу за Македонию вступил в греческий повстанческий отряд (численностью 110 бойцов). Отряд был укомплектован, по преимуществу, критскими добровольцами. После того как в бою с турками погиб Павлос Мелас, его место как руководителя греческих партизанских отрядов Западной Македонии в октябре 1904 года занял Георгиос Катехакис (капитан Рувас), а Гипарис стал его заместителем. Гипарис принял участие в резне болгар в селе Загоричани.

Сам же Гипарис посвятил этой резне восторженную поэму, где восхищался как 
Кровь болгар течёт будто из родника!
С ноября 1906 года отряд Гипариса непрерывно перемещался по Македонии, а в мае 1907 года повстречался с болгарскими четниками. В последовавшем бою большая часть греческих партизан была перебита, Гипарис тяжело ранен, но избежал смерти.
С этих лет и далее, Гипарис был верным соратником своего земляка Венизелоса. Антигона Беллу писала, называя Гипариса «верным телохранителем Венизелоса», что «у Гипариса было 3 любви — Крит, Македония и Венизелос».
Позже в 1912 году, в течение Первой Балканской войны, Гипарис организовал отряд добровольцев и вместе с Фемистоклом Софулисом принял участие в освобождении острова Самос а также участие на других фронтах.
В 1914 году во главе корпуса добровольцев отправился в Северный Эпир, принял участие в становлении Временного правительства Северного Эпира.
С началом Первой мировой войны, поощряемый ПМ Венизелос и нарушая нейтралитет которого придерживался королевский двор, возглавил 900 греческих добровольцев и в звании капитана французской армии принял участие в боях в Эльзасе, а затем, опять же до вступления Греции в войну, возглавил отряд 300 греческих добровольцев в десанте на Галлиполийский полуостров (Дарданелльская операция)..
В 1916 году во время Национального раскола, создания временного правительства в Фессалониках и вступления Греции в войну, Гипарис открыто встал на сторону Венизелоса и стал официально офицером греческой армии. Участвуя в боях на македонском фронте был ранен (27 апреля 1917 года) в Скра (см. Битва при Скра-ди-Леген).
С окончанием Первой мировой войны, в марте 1918 года, Венизелос назначил его командиром «батальона безопасности» Афин (1918—1920). После покушения на Венизелоса во Франции (Лион, 31 июля 1920 года), солдатами Гипариса в отместку был убит в Афинах политический противник Венизелоса, дипломат и писатель, участник борьбы за Македонию Драгумис, Ион. Тень этого убийства пала на Гипариса, хотя он до конца своей жизни заявлял о своей непричастности к убийству.
В 1920 году, после поражения Венизелоса на выборах, Гипарис последовал за ним во Францию.
Характеризуя деятельность Гипариса под руководством Венизелоса с 1912 по 1920 годы, в речи при открытии памятника Гипарису на Крите в 2002 году, его земляк начальник генерального штаба греческой армии Иоаннис Веривакис заявлял:

«Гипарис представлял своего рода „Силы особого назначения“ той эпохи. Всё что нельзя было произвести из дипломатических или политических соображений за подписью государственной власти, Венизелос производил до или одновременно с акциями правительства, пользуясь действиями Гипариса».

Гипарис вернулся в Грецию, когда страну возглавил генерал Пластирас, был восстановлен в армии и в 1926 году ушёл в отставку в звании подполковника.
В 1935 году Гипарис был судим за участие в попытке переворота Венизелоса, но был оправдан и снова покинул страну.
С вторжением гитлеровской Германии в Грецию в 1941 году, Гипарис поспешил на Крит и принял участие в бою за Крит против парашютистов вермахта (см. Критская операция). После того как Крит был оккупирован немцами, Гипарис выбрался в Египет, где возглавил военную полицию греческих гарнизонов городов Александрия и Каир.
После освобождения был назначен комендантом города Ханья в 1944 году и развернул «Белый террор» против местных коммунистов и левых в 1945—1947 годах.
В дальнейшем примкнул к Софоклису Венизелосу и стал депутатом парламента.
В последние годы жизни написал мемуары «Οι πρωτοπόροι του Μακεδονικού Αγώνος» (Αθήνα, 1962) («Пионеры Македонской битвы»). Павлос Гипарис умер 22 июля 1966 года.